# Bilirubine
Bilirubine is een afvalstof die voornamelijk vrijkomt bij afbraak van oude rode bloedcellen. Bilirubine is het afbraakproduct van hemoglobine, de rode bloedkleurstof. Bilirubine is giftig voor het lichaam, het wordt door de lever uit het bloed genomen en aan de galvloeistof toegevoegd. Via de galblaas en de dunne darm verlaat het in de uitwerpselen het lichaam.

## Fysiologie
Bilirubine is zeer slecht oplosbaar in water, daarom wordt het in het bloed gebonden aan het transporteiwit albumine, en heet in de hematologie dan 'indirect bilirubine'. Het wordt door de lever uit het bloed opgenomen en gekoppeld aan glucuronzuur, door het enzym glucuronyltransferase, en heet dan 'direct bilirubine'. Hierdoor wordt het bilirubine wateroplosbaar en kan het door de lever met de gal worden uitgescheiden. De hematologie spreekt van "de omzetting van ongeconjugeerde bilirubine naar geconjugeerde bilirubine". De gal komt vanuit de lever eerst in de galblaas terecht, en wordt daarna in de dunne darm uitgescheiden. Aangekomen in de kronkeldarm en vervolges ook de dikke darm, wordt bilirubine door de daar aanwezige bacteriën omgezet in urobilinogeen. Vervolgens wordt 80% hiervan door oxidatie omgezet in stercobiline, wat de kleur geeft aan de stoelgang. De overige 20% wordt vanuit de kronkel- of de dikke darm terug opgenomen, en komt via het portaal systeem opnieuw in de lever terecht. Hier kan het opnieuw worden uitgescheiden, of in de algemene circulatie terecht komen. Ter hoogte van de nieren is er, net als in de dikke darm, een nieuwe mogelijkheid om urobilinogeen te oxideren. Dan ontstaat urobiline, wat de kleur geeft aan de urine. 
Wanneer het eerstgenoemde systeem faalt door galwegobstructie, gaat het andere hiervoor compenseren, wat zich uit in het verdonkeren van de urine.
Bij mensen met een leverziekte wordt bilirubine soms niet of niet volledig uitgescheiden, waardoor de persoon een gelige huidskleur -geelzucht - krijgt.
- Men spreekt van pre-hepatische icterus (verhoogd aanbod van bilirubine) als de oorzaak vóór het levermetabolisme ligt (vb verhoogde bloedafbraak, resorptie van hematomen, ... ).
- De oorzaak kan ook intra-hepatisch zijn (leverceldysfunctie) bij beschadiging of dreigende beschadiging van de lever (virale hepatitis, toxiciteit, ... ).
- Ook kan er een post-hepatische oorzaak zijn bij de afvoer via de galwegen (cholestatisch) waardoor onvoldoende bilirubine in het duodenum geloosd wordt. De oorzaak ligt dan in de intrahepatische galwegen (medicatie, cholangitis) of in de extrahepatische galwegen (galstenen, tumor, ... ) In dit laatste geval is er een typische steatorroe (vetdiarree) en slechte opname van vetoplosbare vitamines.

Bij baby's worden na de geboorte de gekernde rode bloedcellen afgebroken. Bij te vroeg geboren baby's is soms het leverenzym dat bilirubine aan glucuronzuur koppelt (glucuronyltransferase) nog niet in voldoende mate aanwezig. Hierdoor blijft er veel indirecte bilirubine in het bloed aanwezig waardoor hersenschade (zogenaamde kernicterus) kan ontstaan. De grote hoeveelheid bilirubine in het bloed kan worden verminderd door deze baby's onder een blauwe lamp (géén UV licht, wel blauw licht met golflengte 460 nanometer) te leggen. Het bilirubine wordt door deze lichtstraling omgezet in een beter wateroplosbare vorm, die wel door het lichaam kan worden uitgescheiden. Bij ergere gevallen kan worden overgegaan tot een wisseltransfusie waarbij het bloed van de baby volledig door donorbloed wordt vervangen.